# مليتة (جربة)
مِلِّيتَة مدينة بجزيرة جربة بالجنوب التونسي. تقع في معتمدية جربة حومة السوق، إحدى معتمديات جزيرة جربة الثلاثة. يوجد فيها مطار جربة جرجيس الدولي.

### مواضيع ذات علاقة
- جربة.
- معتمدية جربة حومة السوق.
- حومة السوق.
- أجيم.
- ميدون.

### أسماء مشابهة
- مليتا, لبنان